# Karl Ludwig zu Wied-Runkel

Kleineres Wappen der Fürsten zu Wied-Runkel, Herren zu Runkel und Isenburg etc.

Karl Ludwig Friedrich Alexander Fürst zu Wied-Runkel (* 29. September 1763 in Dierdorf; † 9. März 1824 ebenda) war ein deutscher Landesherr im Fürstentum Wied.

## Leben

### Herkunft und Familie
Karl Ludwig zu Wied-Runkel wurde als Sohn des späteren Fürsten Christian Ludwig zu Wied-Runkel (1732–1791) und dessen Ehefrau Charlotte Sophia Augusta von Sayn-Wittgenstein (1741–1803) geboren und wuchs mit seinen Brüdern Friedrich Ludwig (1770–1824) und Christian Friedrich Ludwig (* 1773, Fähnrich im oberrheinischen Kreisregiment Zweibrücken) auf. Fünf Brüder starben im frühen Kindesalter.
Am 4. September 1787 heiratete er Carolina Luise Friederike zu Nassau-Weilburg (1770–1828), Tochter des Fürsten Karl Christian zu Nassau-Weilburg.

### Wirken
Nach dem Tode seines Vaters im Jahre 1791 trat er dessen Nachfolge an.
Französische Revolutionstruppen besetzten in den Jahren von 1793 bis 1797 nach und nach die Gebiete der Grafschaft Kriechingen. Damit fand die Herrschaft des Fürsten ein Ende. Mit dem Frieden von Lunéville im Jahre 1801 wurden die linksrheinischen deutschen Gebiete der französischen Republik einverleibt.
1803 wurde er für die Verluste entschädigt und erhielt Altenwied und Neuerburg, eine wertvolle Ergänzung der Westerwälder Stammlande.
1806 ging der rechtslahnige Teil der Herrschaft Runkel an das Großherzogtum Berg, das Napoleon als Satellitenstaat des Französischen Kaiserreichs errichtet hatte.

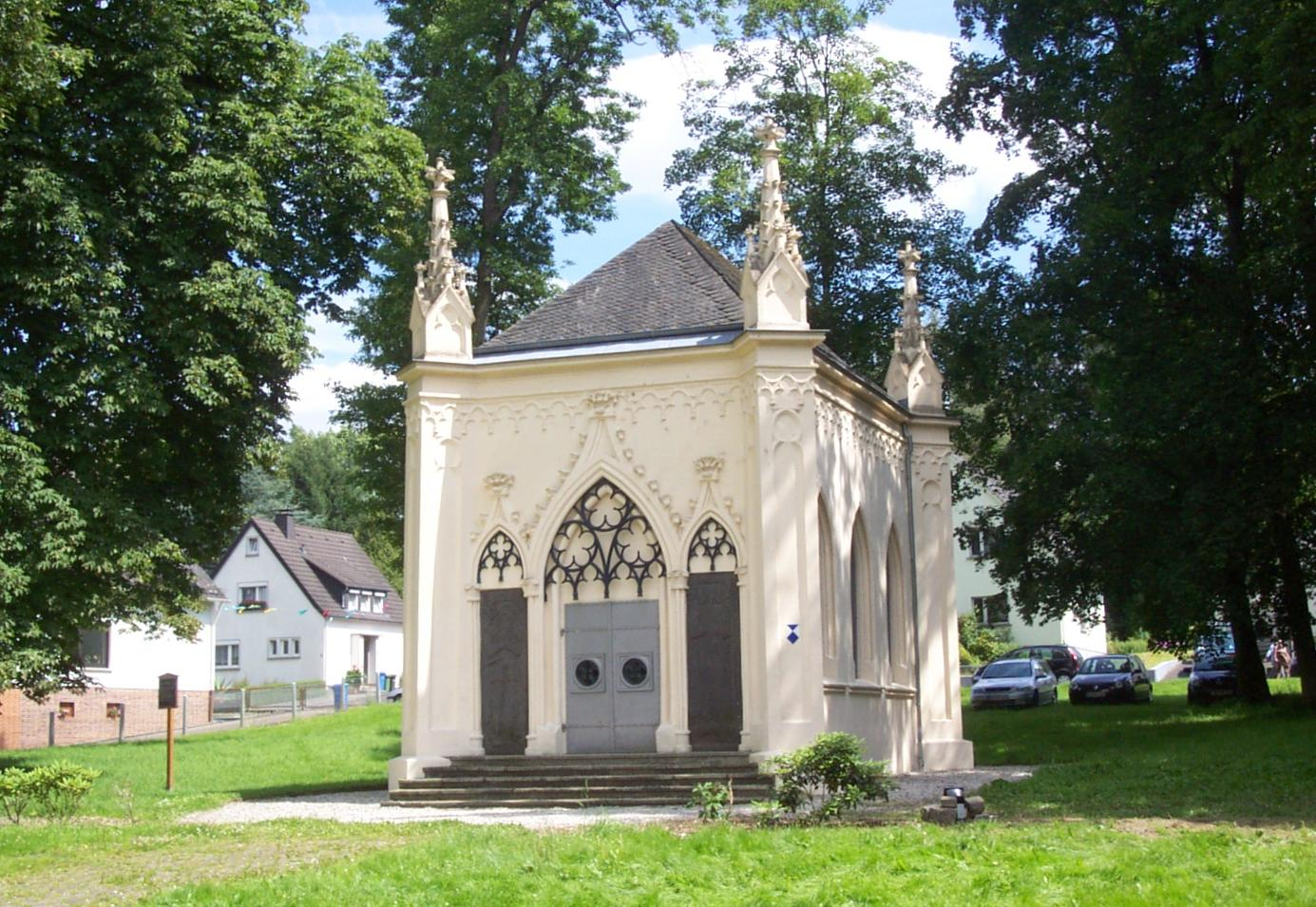
Mausoleum Dierdorf, 1816 durch Karl Ludwig zu Wied-Runkel errichtet

Er residierte im Schloss Dierdorf. Von seiner verwitweten Mutter, Fürstin Charlotte, geb. von Sayn-Wittgenstein-Sayn (* 14. Juli 1741; † 5. Juni 1803) heißt es noch 1802: „lebt zu Dierdorf bey ihrem Sohne“.
1816 ließ er in Dierdorf ein Mausoleum im neugotischen Stil errichten.
In seine Amtszeit fallen Verordnungen und Regelungen, die zur Aufrechterhaltung der Ordnung und Sicherheit vonnöten waren.
In der Literatur wird er als „naturwissenschaftlicher Dilletant“ bezeichnet.
Am 9. März 1824 starb er kinderlos. Sein Bruder Friedrich Ludwig folgte ihm im Amt. Als dieser bereits nach wenigen Tagen am 28. April verstarb, erlosch die Linie Wied-Runkel.

### Titel
Die größere Titulatur war, als sein Vater noch regierender Graf war, Carl Ludwig Friederich Alexander Erbgraf zu Wied, Isenburg und Criechingen, Herr zu Runkel, Saarwellingen, Püttlingen, Rollingen, Helflingen und der Obervogthey Remilly etc. Erbmarschall des Herzogthums Luxenburg und der Grafschaft Chiny, dann, als er selbst regierte, regierender Fürst zu Wied-Runkel, Herr zu Runkel und Isenburg etc. bzw. zuletzt Carl Ludwig Friedrich Alexander, Fürst zu Wied, Graf zu Isenburg, Herr zu Runkel und Neuerburg, Erbmarschall des Herzogthums Luxemburg und der Grafschaft Chiny, Großkreuz des polnischen weißen Adler- und des königlich belgischen Löwenordens sowie des Johanniterordens Ehren-Comthur.

## Auszeichnungen
- Ritter des Ordens des Weißen Adlers[8].